# Gare de Commentry
La gare de Commentry est une gare ferroviaire française des lignes de Montluçon à Moulins et de Commentry à Gannat, située sur le territoire de la commune de Commentry, une douzaine de kilomètres au sud-est de Montluçon, dans le sud-est du département de l'Allier en région Auvergne-Rhône-Alpes.
Elle est mise en service en 1859 par la Compagnie du chemin de fer de Paris à Orléans (PO). C'est une gare de la Société nationale des chemins de fer français (SNCF) desservie par des trains TER Auvergne-Rhône-Alpes. Elle est également ouverte au service fret SNCF.

## Situation ferroviaire
Établie à 372 mètres d'altitude, la gare de bifurcation de Commentry est située au point kilométrique (PK) 340,847, entre les gares de Chamblet (fermée) de la ligne de Montluçon à Moulins et de Doyet-La Presle (fermée). La gare précédente ouverte est celle de Montluçon-Rimard.
Elle est également l'origine de la ligne de Commentry à Gannat.

## Histoire
La station de Commentry est mise en service le 7 novembre 1859 par la Compagnie du chemin de fer de Paris à Orléans (PO), lorsqu'elle ouvre à l'exploitation sa ligne de Montluçon à Moulins. Elle doit desservir Commentry mais également la station thermale de Néris. Les habitants connaissent déjà le chemin de fer avec la ligne à voie étroite du Chemin de fer de Commentry à Montluçon ouverte en 1846 et utilisant des locomotives depuis 1854. La station ne dispose que de bâtiments provisoires qu'il est prévu d'éventuellement conserver jusqu'à l'ouverture de la ligne de Commentry à Gannat récemment décrétée, car ils devront desservir les deux lignes. Il faut donc attendre que le tracé de la nouvelle ligne soit définitif pour établir les plans des bâtiments.
En 1867, la gare de Commentry est, pour la recette, en tête des gares du département avant Montluçon-Ville, Bézenet, Moulins-sur-Allier et la Presle.
La Compagnie PO, met en service sa ligne de Commentry à Lapeyrouse le 19 juin 1871.
Jusqu'au 8 décembre 2007, des trains TER Auvergne assuraient une desserte de Commentry sur la ligne entre Montluçon-Ville et Clermont-Ferrand via Lapeyrouse et Volvic. Ce trafic de trois aller-retour en semaine (1 A/R les samedis, dimanches et fêtes) est suspendu depuis pour des raisons de sécurité.

Anciennes dessertes de la gare
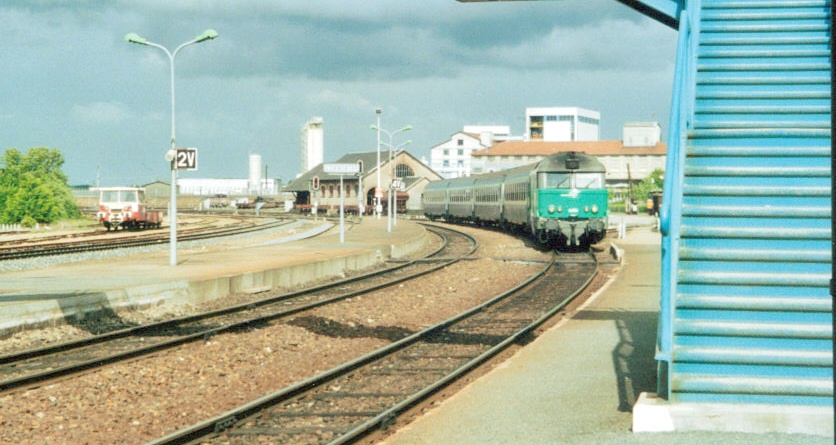
Train Lyon-Bordeaux arrivant à Commentry en mai 2004.
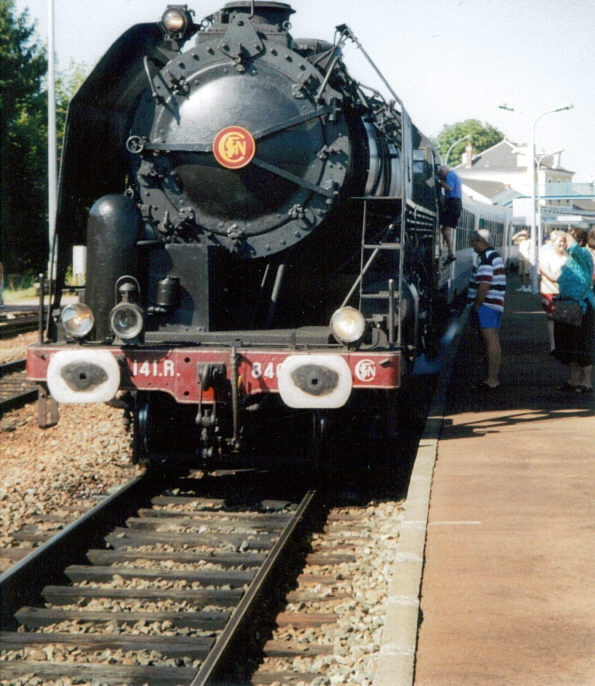
Locomotive 141R840 à Commentry avec un train touristique.
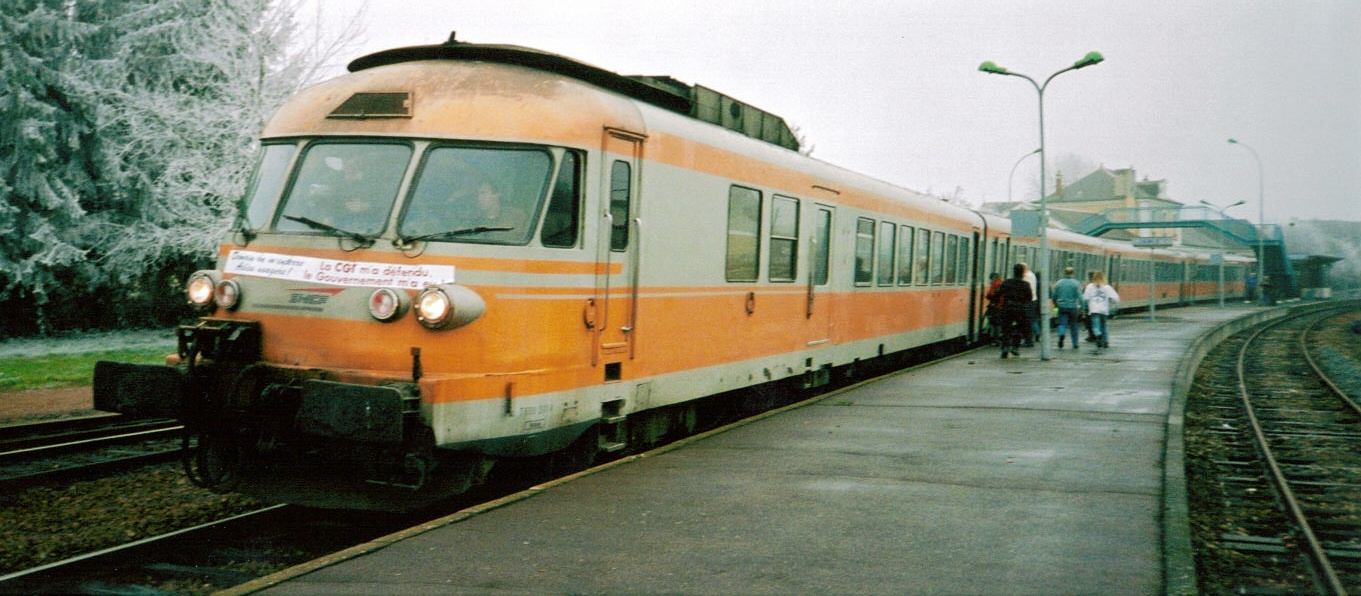
Le dernier turbotrain en gare de Commentry le 11 décembre 2004.

## Fréquentation
De 2023 à 2015, selon les estimations de la SNCF, la fréquentation annuelle de la halte s'élève aux nombres indiqués dans le tableau ci-dessous.
| Année     | 2023    | 2022    | 2021   | 2020   | 2019    | 2018    | 2017    | 2016    | 2015    |
| --------- | ------- | ------- | ------ | ------ | ------- | ------- | ------- | ------- | ------- |
| Voyageurs | 104 766 | 101 419 | 93 256 | 92 822 | 128 926 | 135 685 | 149 476 | 152 911 | 170 189 |

## Service des voyageurs

### Accueil
Gare SNCF, elle dispose de bâtiment voyageurs, sans guichets. Elle est  équipée d'automates pour l'achat de titres de transport TER
Une passerelle permet le passage d'un quai à l'autre.

### Desserte
Commentry est une gare régionale desservie par les trains TER Auvergne-Rhône-Alpes reliant Montluçon-Ville à Clermont-Ferrand, ou terminus.

### Intermodalité
La gare est située à 1 km du centre ville de Commentry. Un parking pour les véhicules y est aménagé. Les lignes B1, B7, B14 et B19 des Cars Région desservent la gare.

## Service des marchandises
Cette gare est ouverte au service du fret.
L'activité fret locale est présente grâce à la réception de nombreux wagons pour l'usine chimique Adisseo. Jusqu'en 1991, des réceptions de ferrailles pour l'usine Erasteel, via un embranchement particulier, existaient également.